# خاز (تدوين)

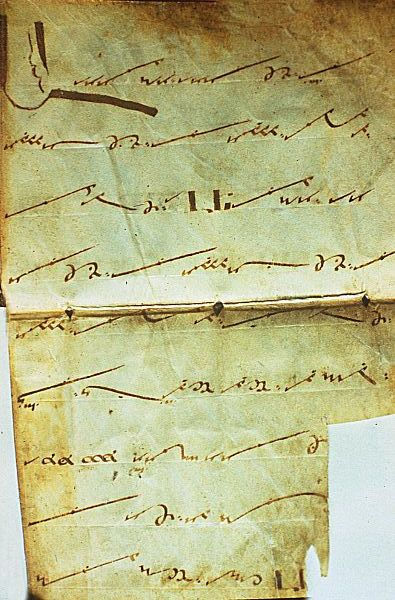
مخطوطة موسيقية أرمنية بخاز في القرن الثاني عشر

خاز  ( بالأرمينية: խազ ) هو نمر أرميني، واحد من مجموعة من الإشارات الخاصة (التعددية: خاز ) التي تشكل النظام التقليدي للملاحظة الموسيقية التي استخدمت في نسخ الموسيقى الدينية  الأرمينية منذ القرن الثامن.

أمثلة على علامات الخاز